# Queensway Tunnel
Le Queensway Tunnel est un tunnel routier sous la Mersey, dans le nord-ouest de l'Angleterre, entre Liverpool et Birkenhead. Localement, il est souvent appelé « Birkenhead Tunnel » ou « Old Tunnel », pour le distinguer du nouveau Kingsway Tunnel (en), construit en 1971, qui dessert Wallasey et le trafic de l'autoroute M53 (en).

## Histoire

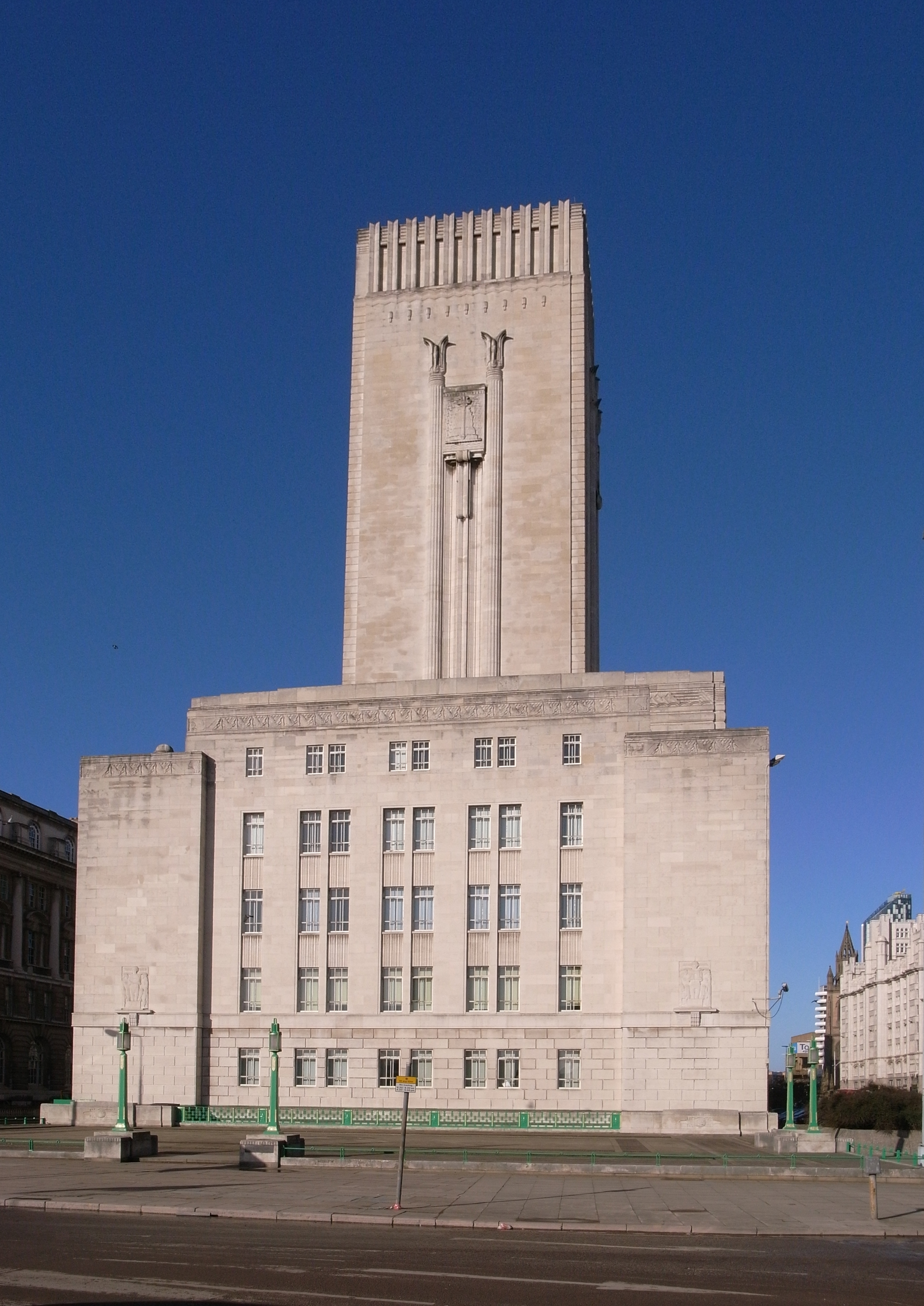
Station de ventilation et de contrôle du George's Dock, Pier Head

Le premier tunnel sous la Mersey était destiné au Mersey Railway (en) en 1886,. Au cours des années 1920, les longues files d'attente de voitures et de camions au terminal du ferry de la Mersey (en) ont suscité des inquiétudes, si bien qu'une fois la sanction royale obtenue pour un projet de loi parlementaire, la construction du premier tunnel routier de la Mersey a commencé en 1925, selon un projet de l'ingénieur-conseil Sir Basil Mott (en). Mott a supervisé la construction en association avec John Brodie (en), qui, en tant qu'ingénieur municipal de Liverpool, avait coordonné les études de faisabilité réalisées par les ingénieurs consultants Mott, Hay et Anderson. L'entrepreneur principal était Edmund Nuttall. En 1928, les deux tunnels pilotes se rejoignent à moins de 25 millimètres près. 
Les entrées des tunnels, les postes de péage et l'extérieur des bâtiments de ventilation ont été conçus par l'architecte Herbert James Rowse (en), qui est souvent mais incorrectement crédité de l'ensemble du projet de génie civil. Leur décoration est l'œuvre d'Edmund Thompson. Il s'agit de bâtiments classés Grade II,. Plus de 1,2 million de tonnes de roche, de gravier et d'argile ont été excavés ; une partie a été utilisée pour construire la promenade Otterspool (en). Sur les 1 700 hommes qui ont travaillé sur le tunnel pendant les neuf années de sa construction, 17 ont été tués.
Au moment de son ouverture, c'était le plus long tunnel routier du monde, titre qu'il a conservé pendant 14 ans jusqu'à l'ouverture du tunnel de Vielha en Catalogne, en Espagne, en 1948, bien qu'il soit resté le plus long tunnel sous-marin à partir de 1955. Le tunnel, qui a coûté au total 8 millions de livres sterling, a été ouvert le 18 juillet 1934 par le roi George V ; la cérémonie d'ouverture a été suivie par 200 000 personnes. À l'époque, il était connu comme la huitième merveille du monde.
Dans les années 1960, le volume du trafic avait augmenté et, en 1971, le Kingsway Tunnel (en) a été ouvert pour décongestionner la circulation.

## Présent
En avril 2004, la construction de sept refuges d'urgence sous le tablier routier, chacun pouvant accueillir 180 personnes, a débuté dans le cadre d'un projet de 9 millions de livres sterling visant à mettre le tunnel en conformité avec les normes de sécurité européennes les plus strictes. Chaque refuge mesure 21 mètres de long et 3 mètres de large, et est accessible depuis les murs principaux du tunnel. Les refuges sont équipés de portes résistantes au feu, de rampes d'accès pour les fauteuils roulants, d'une réserve d'eau en bouteille, de toilettes et d'une liaison vidéo avec la salle de contrôle de la police des tunnels de la Mersey. Les sept refuges sont reliés par une passerelle sous la surface de la route, avec des sorties aux extrémités de Liverpool et Birkenhead.
En 2012, le tunnel a été rénové, avec 5 999 panneaux supplémentaires - un revêtement en acier céramique remplaçant l'ancien revêtement mural ondulé en plastique pour améliorer l'éclairage et donner au tunnel un aspect du XXIe siècle.
Depuis avril 2018, le péage est de 1,80 £ par trajet pour une voiture particulière de taille normale, avec des péages progressivement plus élevés pour les véhicules de plus grande taille ; les motos sont gratuites. Le trafic quotidien moyen dans le tunnel est actuellement de 35 000 véhicules, ce qui équivaut à un peu moins de 12,8 millions par an.

## Au cinéma
En septembre 2009, une scène de Harry Potter et les reliques de la mort - Partie 1 se déroulant dans le Dartford Crossing a été filmée dans le tunnel du Queensway, où Harry saute dans un bus alors que la moto enchantée de Hagrid a été filmée dans le tunnel. En 2012, le tunnel a été utilisé pour le tournage d'une scène de poursuite pour Fast & Furious 6. En mars 2018, le tunnel a été utilisé pour le tournage de Yesterday, réalisé par Danny Boyle. Les deux personnages principaux s'ébattent dans un tunnel vide lorsque les mots jaune vif « Hello Goodbye » roulent dans le tunnel. En 2018 également, le tunnel a été le lieu de tournage de la série télévisée de la BBC « The City and the City », où il a servi de passerelle entre les deux villes.

## Dans la culture populaire
The Dubliners ont popularisé la chanson « I Wish I Was Back in Liverpool » qui comprend un couplet sur la construction du tunnel du Queensway.